# Indigofera cecilii
Indigofera cecilii är en ärtväxtart som beskrevs av Nicholas Edward Brown. Indigofera cecilii ingår i släktet indigosläktet, och familjen ärtväxter. Inga underarter finns listade i Catalogue of Life.